# Larry Cain
Larry Cain (n. 9 ianuarie 1963, Toronto, Ontario, Canada) este un caiacist ce a reprezentat Canada, medaliat olimpic. A participat la 3 ediții ale Jocurilor Olimpice (1984, 1988, 1992) în care a câștigat o medalie de aur și o medalie de argint.